# Röttiger-Kaserne

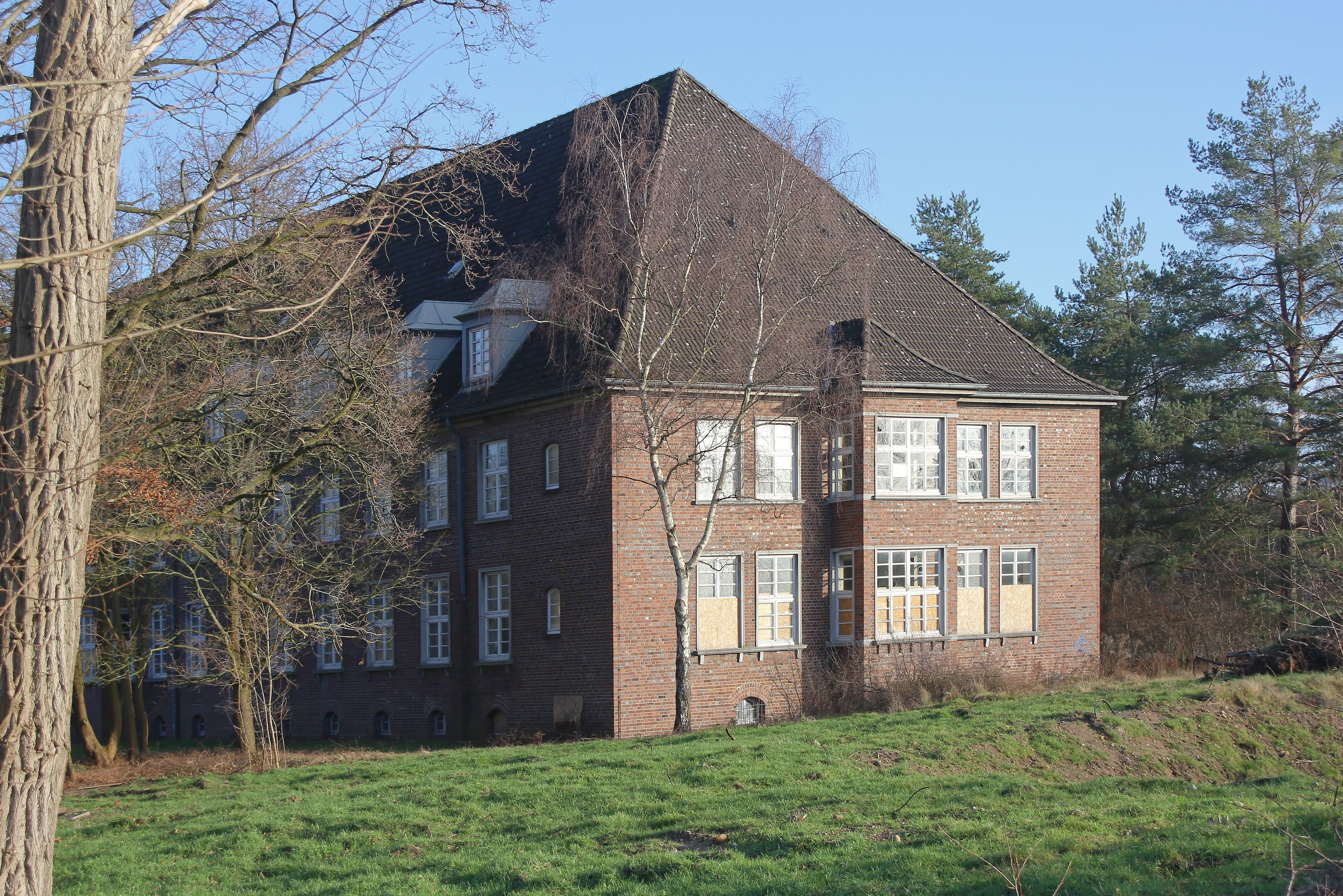
Einer der alten Unterkunftsblöcke an der Cuxhavener Straße

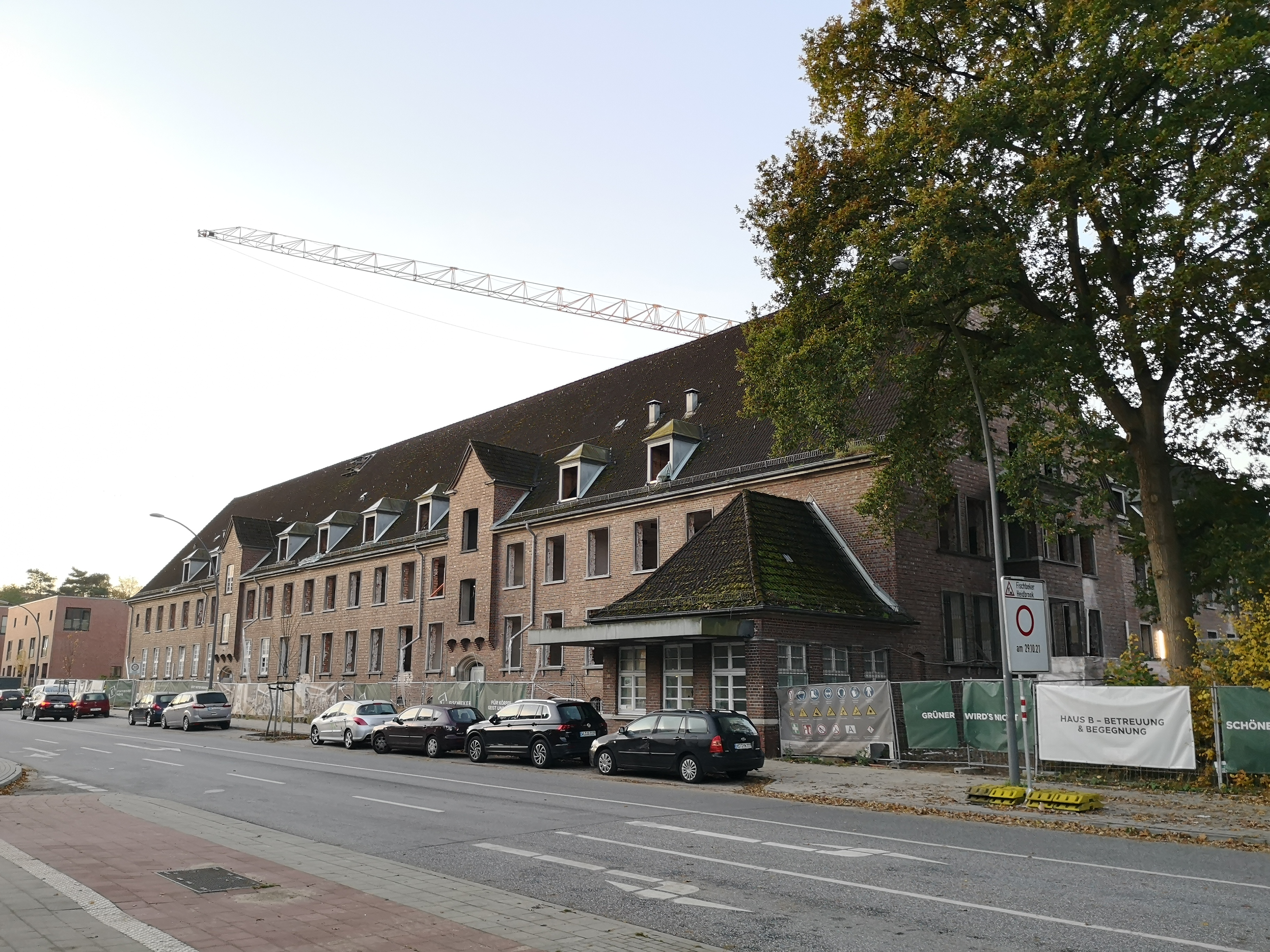
Östliche Toranlage im Umbau zur Senioren-Wohnanlage

Die Röttiger-Kaserne war eine Kasernenanlage in Hamburg-Neugraben-Fischbek, die von 1940 bis 2004 militärisch genutzt wurde. Auf dem ehemaligen Kasernen-Gelände entstand das Wohnquartier Fischbeker Heidbrook.

## Geschichte

### NS-Staat und Zweiter Weltkrieg
Als Panzer-Kaserne Fischbek wurde 1938 mit dem Bau der Anlage für die Wehrmacht begonnen, die zur Unterbringung von Panzereinheiten vorgesehen war. Durch den Bau des Westwalls kam es jedoch zu Verzögerungen, die Bauarbeiten wurden 1939 zunächst ganz eingestellt. Nach Beginn des Zweiten Weltkriegs konnten mit einem Marinebaubataillon die Baumaßnahmen wieder fortgesetzt werden. 1940 waren einzelne Gebäude fertig. Bis 1942 wurde noch weitergearbeitet.
In den vollendeten Kasernengebäuden fanden Teile des seit 10. April 1943 in der Scharnhorst-Kaserne stationierten Pionierersatz- und Ausbildungsbataillon 20 sowie der seit 7. April 1943 in der Dominik-Kaserne beheimateten Panzerjägerersatz- und Ausbildungsabteilung 20 ihre Unterkunft.

### Britische Besatzung und zivile Zwischennutzung
Nach Kriegsende übernahm die britische Armee das Gelände und errichtete im Mai 1947 hier zur Entnazifizierung das War Criminals Holding Centre No. 2, in dem sie im Sommer 1947 mutmaßliche Kriegsverbrecher aus der gesamten britischen Besatzungszone zusammenzog. Im Herbst 1947 waren 1200 Personen inhaftiert, gegen die teilweise in Hamburg Strafprozesse stattfanden. Zudem wurden Gefangene in Länder verbracht, die dort angeklagt werden sollten. Entsprechend reduzierte sich die Zahl der Inhaftierten auf 811 am 28. November 1947. Ende Februar 1948 wurde das Lager aufgegeben. Ab April 1948 ging es einschließlich der zahlreich aufgestellten Nissenhütten in die Verantwortung der Hamburger Sozialverwaltung über, die ein Siechenheim für kranke und kriegsversehrte Personen errichtete. 1949 entstand zudem ein Altenpflegeheim mit 1300 Bewohnern. Zwischen 1959 und 1962 teilte sich die Einrichtung bis zu ihrem vollständigen Auszug die Gebäude mit der Bundeswehr.

### Bundeswehr
Die Anlagen wurden im Zuge des Aufbaus der Bundeswehr 1959 von dieser schrittweise übernommen und am 14. September 1962 in Röttiger-Kaserne, nach dem ersten Inspekteur des Heeres Hans Röttiger, umbenannt. Zu dem sich über eine Fläche von 55,058 ha erstreckenden Areal gehörten ein angeschlossener Standortübungsplatz, ein eigener Bahnhof, die Kleiderkammer Nord sowie andere militärische Infrastruktur wie ein Munitions- und Nachschublager und ein Sanitätszentrum. In den folgenden Jahren von 1960 bis 1964 baute die Bundeswehr das Areal zur größten Kaserne Hamburgs aus. Sie beherbergte hauptsächlich den Stab sowie Truppenteile der Panzergrenadierbrigade 7. Ein Verwaltungsgebäude der Standortverwaltung befand sich unmittelbar angrenzend auf der Nordseite der Cuxhavener Straße, direkt auf dem Kasernengelände gab es einen Sportplatz, drei Sporthallen und ein Heizkraftwerk. Die ältesten Gebäude aus den späten 1930er-Jahren standen in der Nähe der Cuxhavener Straße, im zentralen Teil gab es einen Platz für Formalausbildung und Unterkunftsgebäude aus den 1960er-Jahren, im südlichen Teil befanden sich die Fahrzeughallen und der technische Bereich. Auf dem Gelände waren während des Kalten Krieges bis zu 1.300 Soldaten stationiert.
Folgende Stäbe, Verbände, Einheiten und Dienststellen der Bundeswehr waren in der Röttiger-Kaserne stationiert:
| Einheit                                                                         | Stationierung ab   | Herkunft | Stationierung bis  | Verbleib                                                                        |
| ------------------------------------------------------------------------------- | ------------------ | --- | ------------------ | ------------------------------------------------------------------------------- |
| Evangelischer Standortpfarrer Hamburg III                                       | 1956               | neu aufgestellt | 28. Februar 1999   | aufgelöst                                                                       |
| Panzergrenadierbrigade 7 (mit Verbindungskommando Luftwaffe zu Brigadekommando) | 1. August 1959     | neu aufgestellt, seit 17. Dezember 1993 mit Namenszusatz „Hansestadt Hamburg“ | 31. März 2004      | aufgelöst                                                                       |
| Versorgungsbataillon 76                                                         | 1. April 1959      | neu aufgestellt | 1. Juli 1963       | Verlegung nach Stade, Von-Goeben-Kaserne, dort zum 30. September 1972 aufgelöst |
| Panzergrenadierbataillon 72                                                     | 3. August 1959     | neu aufgestellt | 31. Dezember 2003  | aufgelöst                                                                       |
| Ausbildungskompanie 11/3                                                        | 20. Dezember 1961  | nach Aufstellung am 25. September 1961 in Achim, Steuben-Kaserne verlegt | 27. März 1972      | verlegt in die Von-Goeben-Kaserne nach Stade, dort 1980 aufgelöst               |
| Ausbildungskompanie 9/3                                                         | 1. September 1962  | nach Aufstellung am 1. Oktober 1961 in Achim, Steuben-Kaserne verlegt | 1967               | aufgelöst                                                                       |
| Panzergrenadierbataillon 73                                                     | 13. September 1962 | nach Aufstellung am 1. April 1959 in Seedorf, Kaserne verlegt | 31. März 1971      | aufgelöst                                                                       |
| Feldartilleriebataillon 75                                                      | 15. Juli 1963      | nach Aufstellung am 1. Juli 1959 in Achim, Steuben-Kaserne, zunächst am 27. September 1961 nach Seedorf zwischenstationiert und dann weiterverlegt                                              | 30. April 1966     | umgegliedert zum Panzerartilleriebataillon 75                                   |
| Fernmelderevisionsdiensttrupp 117/104                                           | 1. November 1965   | neu aufgestellt | 30. November 1994  | aufgelöst                                                                       |
| Flugabwehrbataillon 3                                                           | 1. April 1971      | verlegt nach Aufstellung am 1. Oktober 1964 aus Rendsburg, Rüdel-Kaserne | 30. September 1977 | in Flugabwehrregiment 3 umgegliedert                                            |
| Panzerartilleriebataillon 75                                                    | 1. Mai 1966        | aus Feldartilleriebataillon 75 | 30. Juni 1993      | aufgelöst                                                                       |
| Kasernenfeldwebel Hamburg 1                                                     | 1. April 1970      | neu aufgestellt | 31. März 1999      | aufgelöst                                                                       |
| Zahnstation H 017/2                                                             | 1. April 1971      | neu aufgestellt | 30. September 1972 | umgegliedert zur Zahnstation (Terr) H 110                                       |
| Materialausstattung Sanitätsbereich 10/4                                        | 1. Juli 1972       | neu aufgestellt | 30. Juni 1997      | aufgelöst                                                                       |
| Zahnstation (Terr) H 110                                                        | 1. Oktober 1972    | aus Zahnstation H 017/2 | 31. März 1981      | umgegliedert zur Zahnarztgruppe 103/1                                           |
| Panzerspähzug 70                                                                |                    | im Zuge der Einnahme der Heeresstruktur 3 Anfang der 1970er Jahre neu aus dem zuvor unselbständigen und der Stabskompanie der Panzergrenadierbrigade 7 unterstellten Brigadespähzug aufgestellt |                    | Ende der 1970er Jahre wieder in die Stabskompanie der Brigade eingegliedert     |
| Flugabwehrregiment 3                                                            | 1. Oktober 1977    | umgegliedert aus Flugabwehrbataillon 3 | 31. März 1993      | aufgelöst                                                                       |
| Panzergrenadierbataillon 71 (ta) mit Stab, 1./ (Teileinheit) und 2./            | 1. Oktober 1980    | neu aufgestellt im Zuge der Einnahme der Heeresstruktur 4 | 30. September 1992 | aufgelöst                                                                       |
| Zahnarztgruppe 103/1                                                            | 1. April 1981      | aus Zahnstation (Terr) H 110 | 30. Juni 2000      | aufgelöst                                                                       |
| Sanitätszentrum 103                                                             | 1. Oktober 1985    | neu aufgestellt | 31. Dezember 1997  | aufgelöst                                                                       |
| Fahrschulgruppe Hamburg 2                                                       | 1985               | neu aufgestellt | 31. März 1994      | in Kraftfahrausbildungszentren Hamburg 1 und 2 aufgegangen                      |
| Fahrschulgruppe Hamburg 3                                                       | 1. Januar 1986     | neu aufgestellt | 31. März 1994      | in Kraftfahrausbildungszentren Hamburg 1 und 2 aufgegangen                      |
| Fernmelderevisionsinstandhaltungstrupp 117/104                                  | 1. Juli 1986       | neu aufgestellt | 30. November 1994  | aufgelöst                                                                       |
| Lazarett 7240 (GerEinh)                                                         | 1. Oktober 1986    | neu aufgestellt | 31. Dezember 1997  | aufgelöst                                                                       |
| Panzergrenadierbataillon 173 (GerEinh)                                          | 1. Oktober 1992    | aus Boehn-Kaserne in Hamburg verlegt und in Geräteeinheit umgegliedert | 31. Dezember 2003  | aufgelöst                                                                       |
| Feldersatzkompanie 70 (GerEinh)                                                 | 1. Oktober 1993    | neu aufgestellt | 31. Dezember 2003  | aufgelöst                                                                       |
| Sanitätsbataillon 141                                                           | Anfang 1994        | aus Sanitätsbataillon 806 im August 1993 in der Scharnhorst-Kaserne in Hamburg gebildet und verlegt                                                                                             | Anfang 1997        | aufgelöst                                                                       |
| Kraftfahrausbildungszentrum Hamburg 1                                           | 1. April 1994      | aus Fahrschulgruppen Hamburg 1 bis 3 gebildet | 31. Dezember 2003  | aufgelöst                                                                       |
| Kraftfahrausbildungszentrum Hamburg 2                                           | 1. April 1994      | aus Fahrschulgruppen Hamburg 1 bis 3 gebildet | 31. Dezember 2003  | aufgelöst                                                                       |
| Panzergrenadierbrigade 32 (na)                                                  | 1. Oktober 1996    | verlegt aus Schwanewede, Lützow-Kaserne, nach Umgliederung in nichtaktiven Verband | 31. Dezember 2003  | aufgelöst                                                                       |
| Feldersatzkompanie 320 (GerEinh)                                                | 1. Oktober 1996    | neu aufgestellt | 31. Dezember 2003  | aufgelöst                                                                       |
| 3./Feldjägerbataillon 610                                                       | 1. März 1997       | verlegt aus Lettow-Vorbeck-Kaserne in Hamburg | 31. März 1997      | eingegliedert als 5./Feldjägerbataillon 801                                     |
| Standortfernmeldeanlage 117/103                                                 |                    | neu aufgestellt |                    | aufgelöst                                                                       |

Die Kasernenanlage wurde im Zuge der Auflösung der Panzergrenadierbrigade 7 am 31. März 2004 von der Bundeswehr aufgegeben.

## Nachnutzung

### Erste Planungsphase bis 2012 und Vorbereitung des Geländes für die Konversion
Die ersten öffentlichen Diskussionen und Planungen zur zukünftigen Nutzung des Geländes begannen bereits 2002 – noch vor dem Abzug der Bundeswehr. Von 2004 bis 2005 wurde der Masterplan Röttiger-Kaserne und Standortübungsplatz Fischbeker Heide erstellt. Demnach waren ein Streifen entlang der Bundesstraße 73 mit gewerblicher Nutzung und daran südlich anschließend Wohngebiete mit einem hohen Eigenheimanteil, aber auch Geschosswohnungsbau vorgesehen. Die Übereignung der Grundstücksflächen an die Freie und Hansestadt Hamburg fand 2006 statt. Doch bereits im selben Jahr wurde im Rahmen der Architekturolympiade eine neue Konzeption vorgelegt und 2007 von der Planungsgruppe „SPIN_ARCHITECTS“ weiterentwickelt. Es entstanden ein Funktionsplan und Bebauungsplanentwurf, zu denen im Juni 2009 das Verfahren der Bürgerbeteiligung eingeleitet wurde. Geplant waren 450 Wohneinheiten. Erhalten bleiben sollten Sportanlagen. Zudem war eine umweltfreundliche Energieversorgung des Baugebiets geplant. Umstritten war jedoch der Erhalt einiger Kasernengebäude aus den 1930er Jahren.
Ab November 2010 fanden umfangreiche Abrissarbeiten statt,
die sich bis Mitte 2013 hinzogen. Zwei große Unterkunftsgebäude am ehemaligen nordöstlichen Eingang blieben für gemischte Nutzungen erhalten. 2011 forderte die Finanzbehörde Hamburgs wegen hoher Erschließungskosten zusätzlich 200 Wohneinheiten in Geschossbauweise, was auf Widerstand stieß. Doch die Planungen gerieten hierdurch auf Eis. Die Pläne der SPD, nunmehr bis zu 774 Wohneinheiten zu realisieren, führten zur Forderung nach einem Bürgerbegehren und Einbeziehung von Experten. Die Arbeit am Bebauungsplan wurde dennoch weiter fortgesetzt unter der Maßgabe der weiteren Verdichtung. 2012 schloss sich das benachbarte Neu Wulmstorf der Kritik an den Plänen für mehr Wohnungen in der ehemaligen Röttiger-Kaserne nicht an. Hingegen sorgten weitere geplante Baumfällungen für Wirbel. Die Kampfmittelbeseitigung begann ebenfalls 2012. Um den umfangreichen Baumbestand des zukünftigen Wohnquartiers zu erhalten, wurde auf das herkömmliche Verfahren zur Kampfmittelsondierung (mit flächendeckenden Grabungen und Rodungen) verzichtet. Stattdessen konnte die Überprüfung der Fläche durch Luftbildauswertung, militärhistorische Recherche und punktuelle Grabungen erfolgreich abgeschlossen werden.

### Zweite Planungsphase 2013–2017 und Umsetzung
Anfang 2013 beauftragte der Hamburger Senat die IBA Hamburg GmbH mit Projektentwicklung, Erschließung und Vermarktung der Flächen für das neue Wohngebiet. Die IBA GmbH sah 798 Wohneinheiten vor. Dies machte eine völlige Neuplanung erforderlich. Mitte 2013 stellte die IBA ihre Pläne der Öffentlichkeit vor. Im Oktober 2013 wurde ein neuer Funktionsplan vorgelegt.
Am 9. Mai 2014 wurde der Aufstellungsbeschluss für den neuen Bebauungsplan des nunmehr „Fischbeker Heidbrook“ genannten Neubaugebietes gefasst. Zudem fanden 2014 Architektenwettbewerbe um die Gestaltung der Wohnbauten statt. Es interessierten sich erste Investoren für die Flächen, darunter ein Einzelhandelsunternehmen. Durch die Beteiligung der CDU, die zuvor die Erhöhung der Zahl der Wohneinheiten abgelehnt hatte, an der Koalition im Stadtbezirk Harburg sollten die neu zu errichtenden Wohnungen auf 685 bis 690 begrenzt werden. Im November 2014 stimmte die Bezirksversammlung für den entsprechenden Bebauungsplanentwurf. Das Inkrafttreten der Bebauungsplanung verzögerte sich jedoch nochmals, weil ein Kerngebiet in ein allgemeines Wohngebiet geändert wurde. Auch Lärmemissionen der B 73 erforderten eine Umplanung. 2017 erfolgte eine erneute Auslegung. Am 15. November 2017 wurde die Verordnung über den Bebauungsplan Neugraben-Fischbek 66 vom Hamburger Senat erlassen. Demnach wurden im Nordosten ein Bolzplatz, ein Spiel- und Freizeitfläche und die Sporthalle festgesetzt. Entlang der B 73 sind nun im östlichen Bereich Mischgebiete, im mittleren Teil allgemeine Wohngebietsflächen und im Westen ein Kerngebiet vorgesehen. Südlich davon schließt sich ein Grünflächenzug an. Es folgen zahlreiche Baufelder für das allgemeine Wohnen, in deren Zentrum eine größere Parkanlage mit Spielplätzen geplant wurde.
Im März 2015 startete die IBA Hamburg mit der Vermarktung der ersten Eigenheimgrundstücke im Fischbeker Heidbrook. Die CDU setzte sich zudem für den Erhalt der ehemaligen Wache der Kaserne ein. Außerdem wurden mehr Sozialwohnungen gefordert. 2016 wurde die Aufnahme der verbliebenen Kasernengebäude in die Denkmalliste geprüft, jedoch schließlich verworfen. Die Gebäude wurden nicht als erhaltenswert eingestuft. Im November 2016 erfolgte der erste Spatenstich für das neue Wohnquartier.
Für die noch bestehenden Bestandsgebäude wurde 2017 eine Nachnutzung mit seniorengerechtem und barrierefreiem Wohnen vereinbart. Die Umsetzung des Projekts, das 2019 abgeschlossen sein sollte, geriet jedoch mehrfach ins Stocken.
Im November 2017 begannen die Sanierungsarbeiten an der Uwe-Seeler-Sporthalle, die im Oktober 2018 abgeschlossen werden konnten. Im Juli 2018 eröffnete der erste Nahversorger und im August 2018 wurde das Wohngebiet mit Buslinien erschlossen.
Während 2019 die Arbeiten im Neubaugebiet voranschritten, wurde die immer noch fehlende Kindertagesstätte kritisiert. Der Plan eines Gesundheitszentrums fand bei Ärzten hingegen wenig Anklang.
Während im September 2022 die Fertigstellung des Wohnquartiers Fischbeker Heidbrook gefeiert wurde, verzögerte sich die Umsetzung des Seniorenwohnprojektes „Fischbeker Höfe“ auch 2023 weiter.
Am 12. Oktober 2023 fand eine erste Informationsveranstaltung zum Ausstellungsprojekt „Erinnerungsarchiv Röttiger-Kaserne“ im alten Wachhaus der Kaserne statt.

## Ehemaliger Standortübungsplatz
Der fast 300 ha große Standortübungsplatz für die Röttiger-Kaserne und auch weitere Kasernen im Bezirk Harburg lag vollständig auf dem Gebiet der Gemeinde Neu Wulmstorf direkt an die Fischbeker Heide angrenzend und war durch eine Zufahrt mit dem Kasernengelände verbunden. Er hatte die Form eines langgestreckten Dreiecks, dessen nordwestliche Spitze die Zufahrt zum Kasernengelände bildete. Der Übungsplatz wurde durch eine Panzerringstraße erschlossen, auf ihm befand sich im nördlichen Teil eine Panzerwaschanlage, im südwestlichen Teil lagen die Schießstände und ein Munitionsdepot.
Ein etwa 230 Hektar umfassendes Gelände, von dem ein Großteil der Naturschutzstiftung des Landkreises Harburg überlassen ist, wird als naturnahe Heidefläche mit kleinen Wäldern und Feuchtgebieten erhalten. Es dient dem Naturschutz und der Erholung. Viele Flächen wurden renaturiert. 2023/2024 wurde der Kiefernbestand zugunsten der Pflanzung von einheimischen Laubbäumen reduziert. Die befestigte Panzerringstraße wurde erhalten, um weiterhin den Zugang zum gesamten Gelände ermöglichen.
Im Norden des Geländes wurde auf ca. 15 Hektar eine „Waldsiedlung“ mit etwa 60 Wohneinheiten geplant. 2015 griff die Gemeinde Neu Wulmstorf diese Überlegungen wieder auf und trieb die Planungen voran, obwohl sich hiergegen Widerstand regte. Es wurden 800 Unterschriften gegen das Projekt gesammelt. Nachdem eine Umweltstudie erstellt worden war, fehlte es für das Vorhaben an der notwendigen politischen Zustimmung. Die Gemeinde stoppte die weitere Planung Ende 2018. Zu möglichen finanziellen Folgen für Gemeinde und Bund befassten sich der Bundestag und der Gemeinderat.
Auf dem südlichen Teil des Übungsplatzes mit 50 Hektar sollten ein Golf- und Reitressort mit Hotels für intensivere Freizeitnutzungen entstehen. Doch bereits 2010 wurden diese Pläne im Gemeinderat von Neu Wulmstorf kritisch gesehen. Das Vorhaben eines Freizeitparks auf einem 35 Hektar großen Gebiet wurde 2017 ebenfalls verhindert, weil der Bund die Grundstücke als Ausgleichsflächen an Hamburg veräußerte.

## Fotos

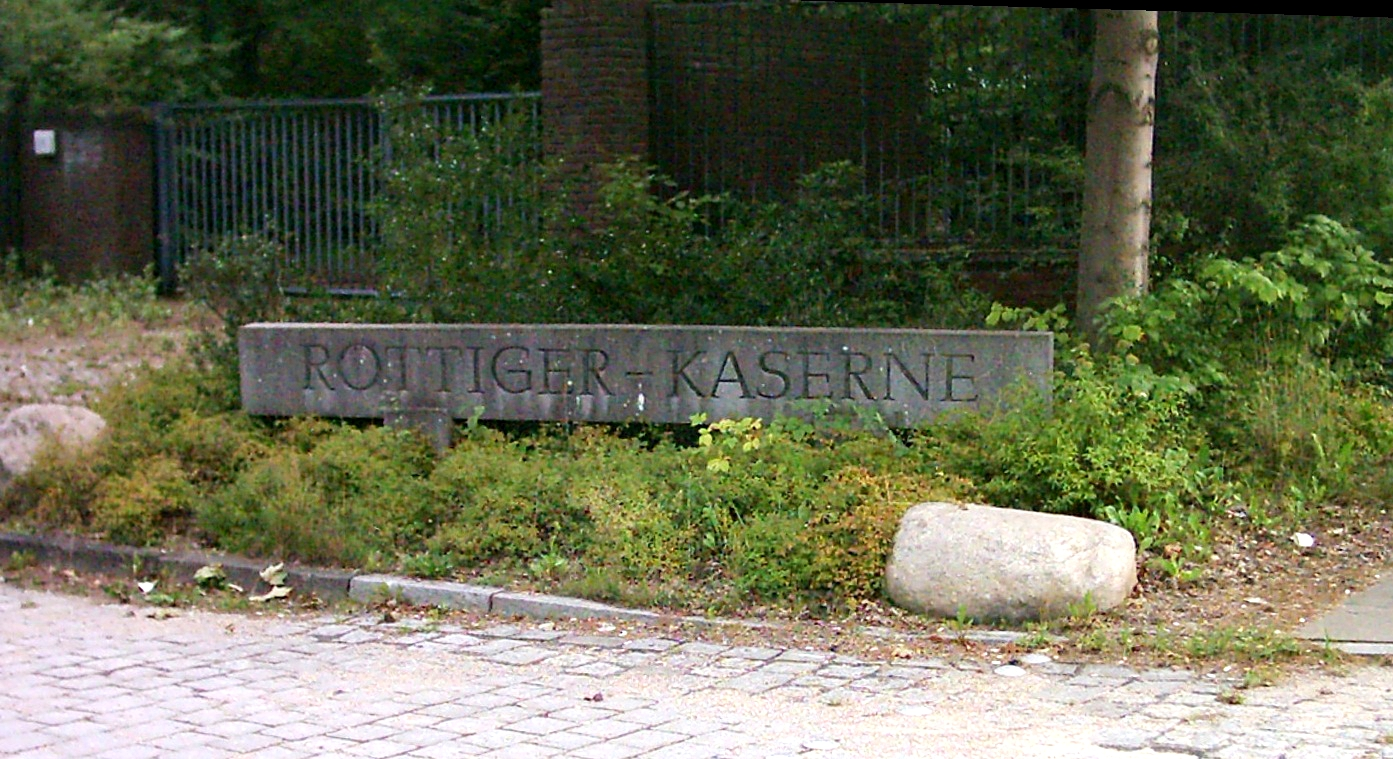
Namensschild
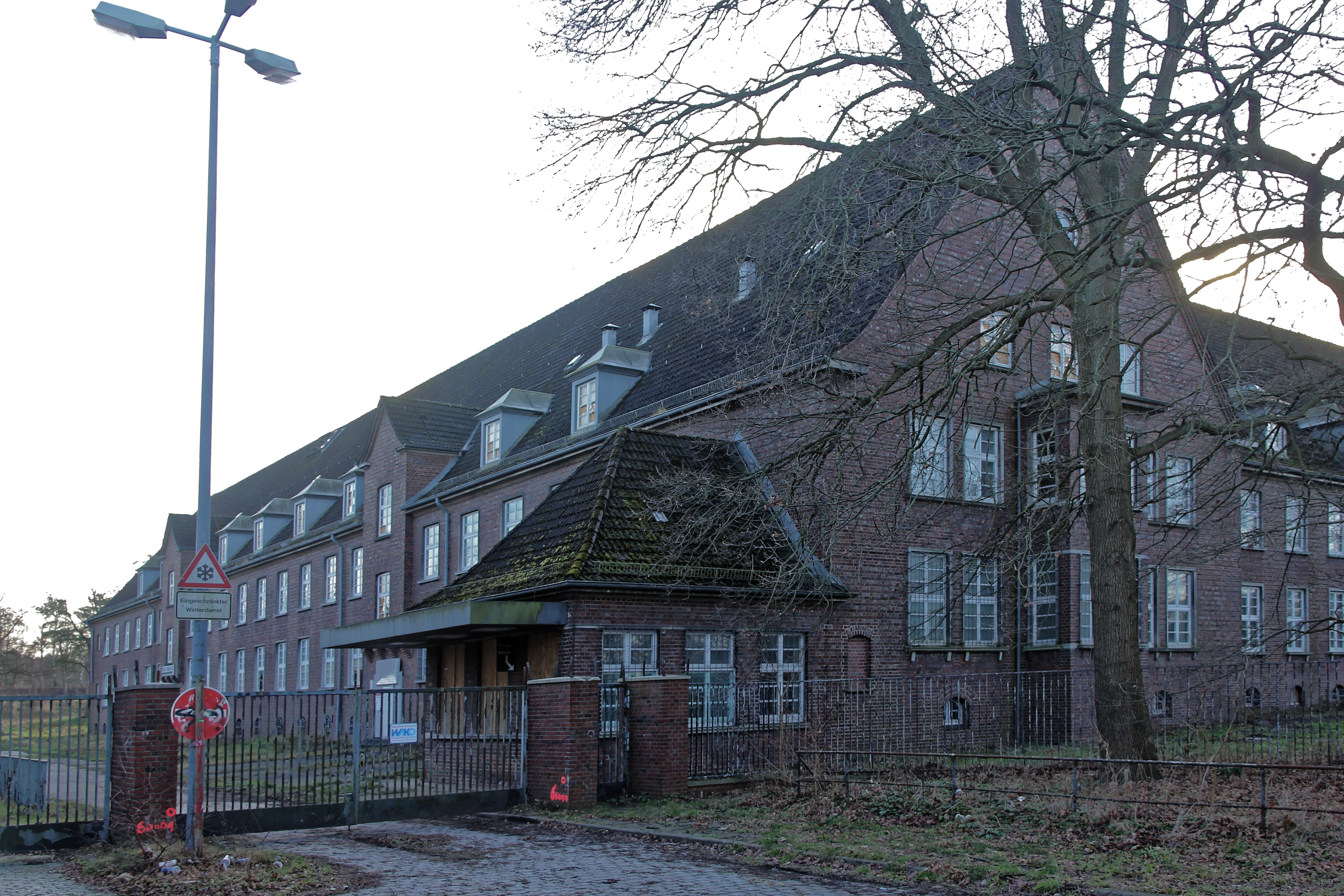
Östliche Toranlage
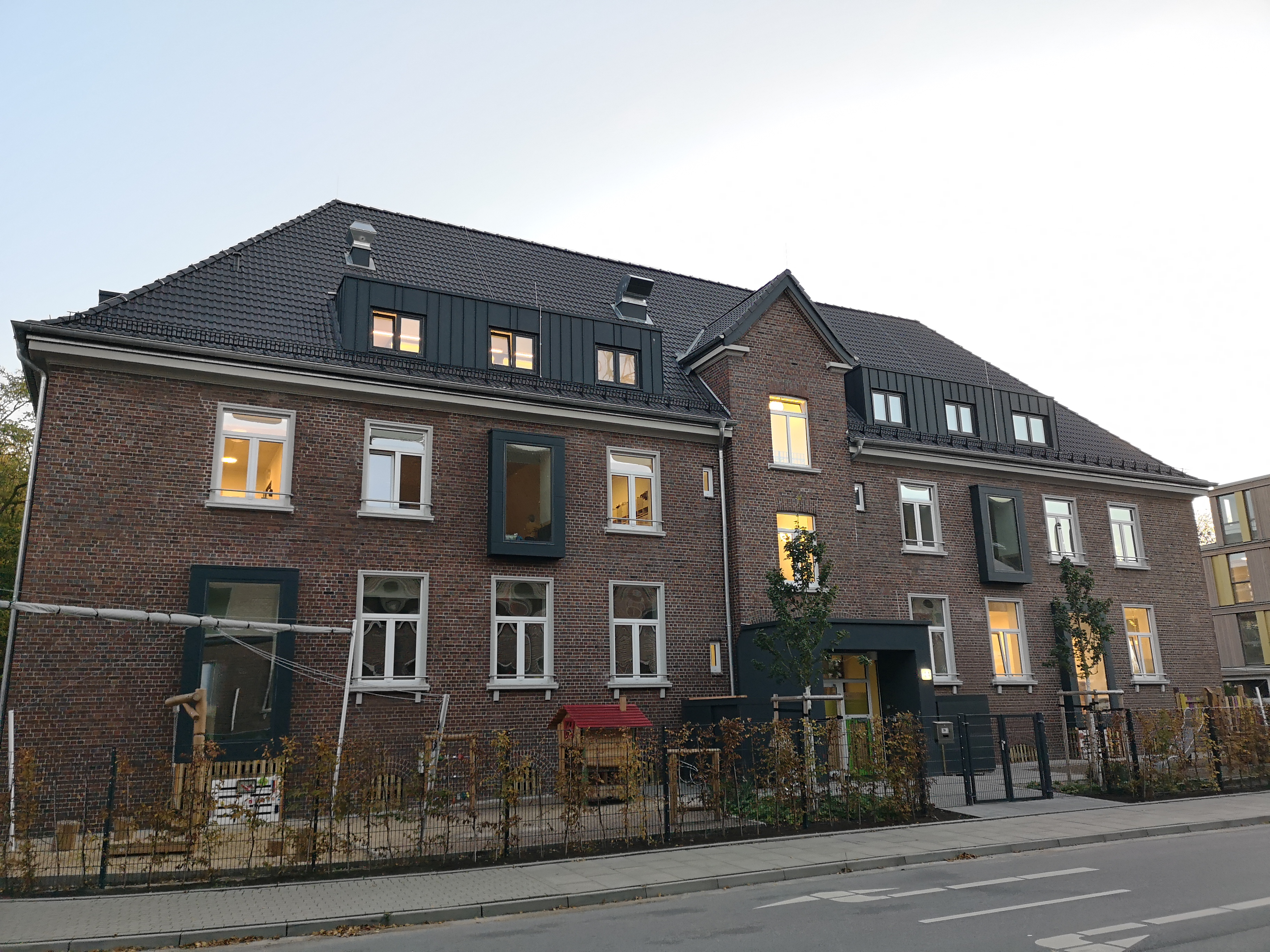
Gebäude am Eingang Ost, Umbau zum Kindergarten
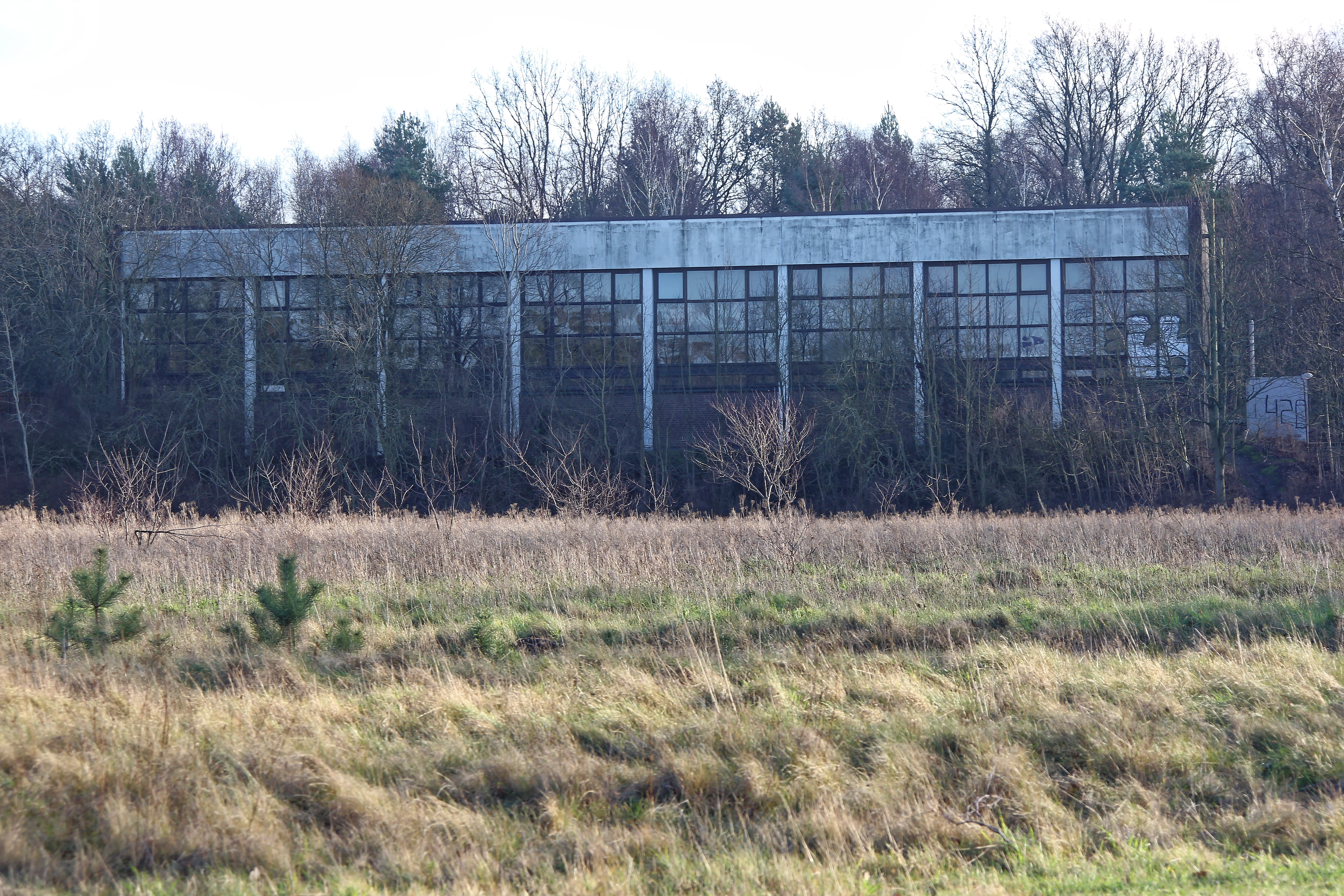
Uwe-Seeler-Halle, ehemalige Sporthalle der Kaserne
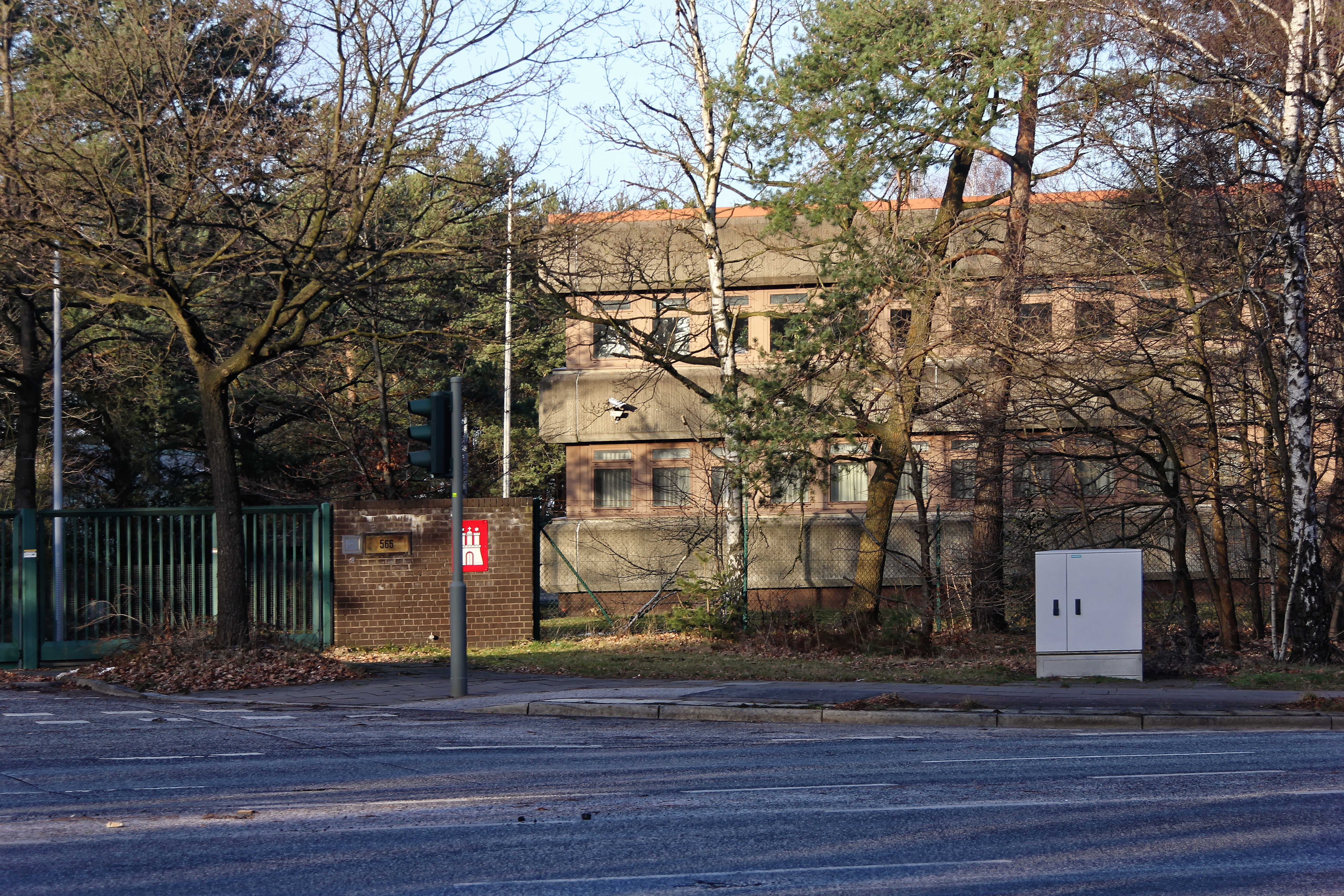
Ehemalige Standortverwaltung
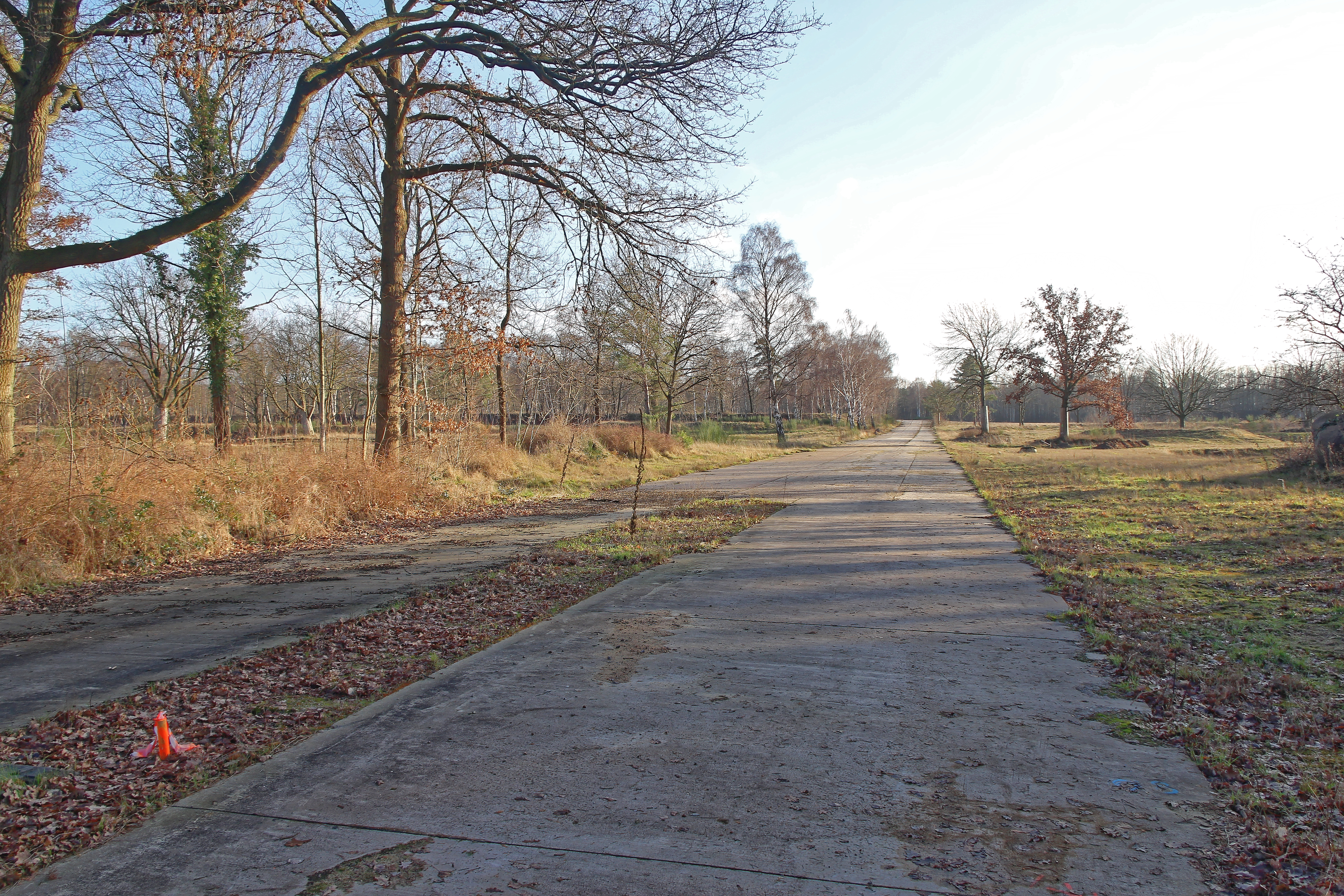
Westliche Hauptstraße nach Ende der Abrissarbeiten
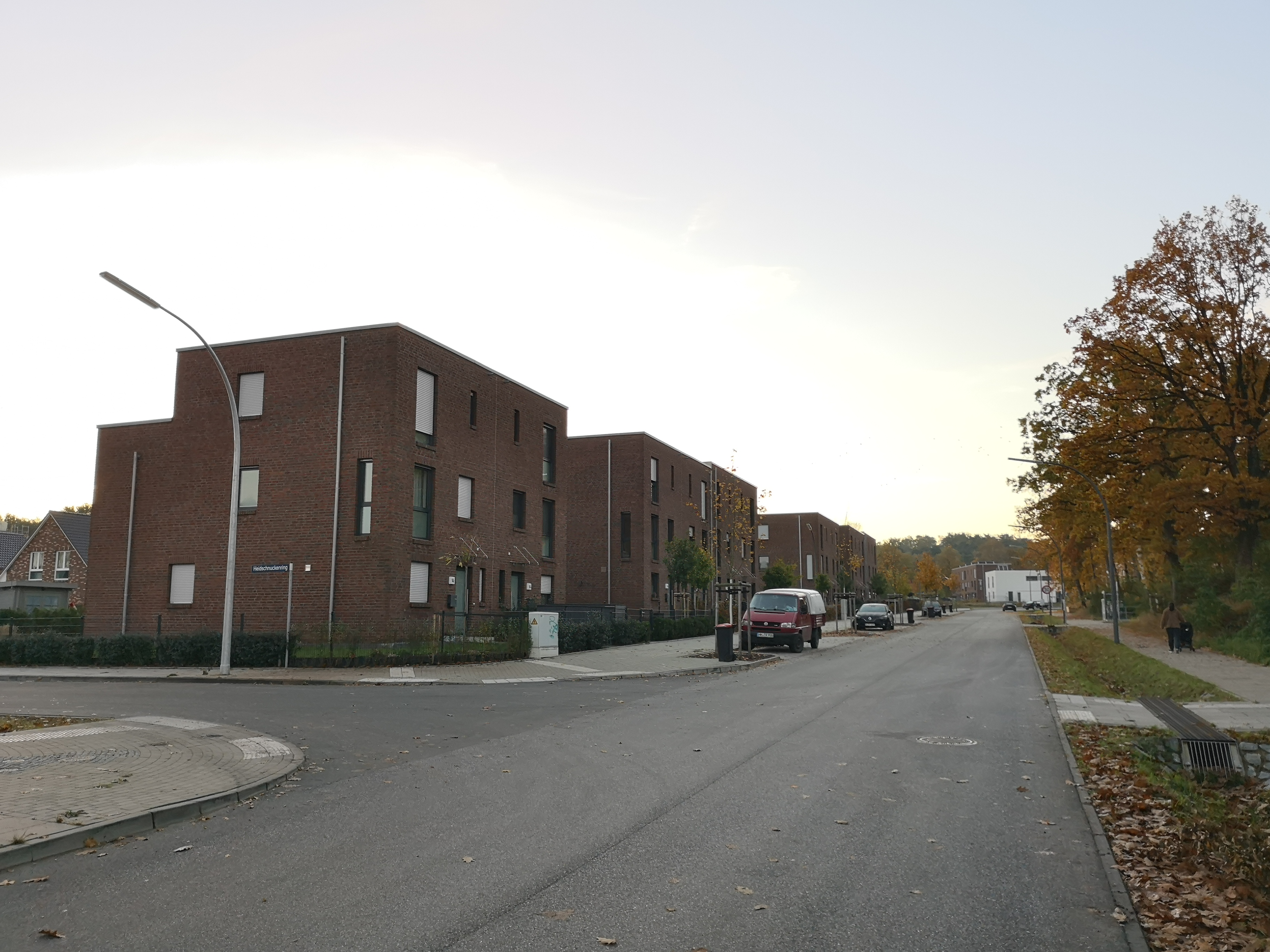
Östliche Hauptstraße, nach Umbau zur Straße „Im Fischbeker Heidbrook“
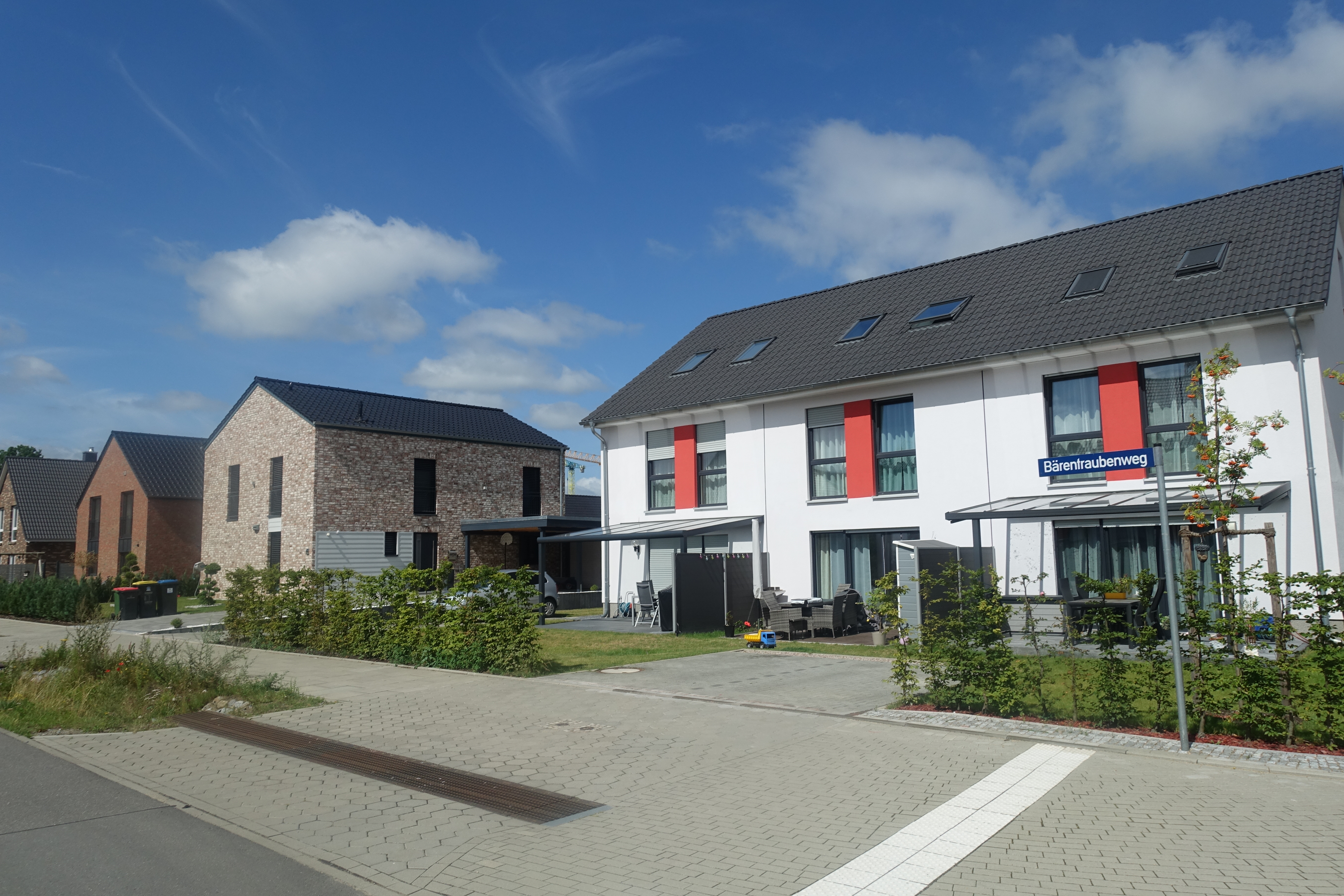
Häuser im Bärentraubenweg

## Sonstiges
Im Jahr 1983 drehte der NDR dort einen Beitrag über das Panzergrenadierbataillon 72 im Rahmen der Abschlussübung Weiter Sprung.